# Батарейки не прилагаются
«Батаре́йки не прилага́ются», в советском прокате «Батарейки в компле́кт не вхо́дят» (англ. *batteries not included) — американский фантастический фильм, снятый Мэттью Роббинсом и спродюсированный Стивеном Спилбергом.
Изначально сюжет фильма использовался в сериале «Удивительные истории», но она настолько понравилась Стивену Спилбергу, что он решил сделать по ней полнометражный фильм.
В некоторых странах (например, во Франции, Германии, Португалии) фильм вышел в прокат под названием «Чудо на 8-й улице» (англ. Miracle on 8th Street).

## Сюжет
Дом, в котором живут герои фильма, подлежит сносу, и горстка домочадцев — пожилая семейная пара Райли, бывший боксёр Гарри, молодая пуэрториканка Мариса и художник Мэйсон — отчаянно борются за спасение милых сердцу трущоб.
Беднягам остается надеяться только на чудо, и оно случается: помощь приходит от братьев по разуму. Однажды ночью квартиру Райли посещают неожиданные гости — крохотные НЛО.

## В ролях
- Хьюм Кронин — Фрэнк Райли
- Джессика Тэнди — Фэй Райли
- Элизабет Пенья — Мариса Эстевал
- Фрэнк МакРэй — Гарри Нобл
- Деннис Буцикарис — Мейсон Бэйлор
- Том Олдридж — Сид Ходженсон
- Майкл Кармине — Карлос
- Уэнди Шаал — Памела

## Критика
Фильм получил в основном смешанные отзывы, но дебютировал на 4 месте в первую неделю проката.
Роджер Эберт сказал, что в фильме «было много хорошего настроения, несколько приятных шуток и несколько интересных спецэффектов».